# Czasownik
Czasownik – część mowy nazywająca procesy (czynności, stany). W zdaniu tworzy orzeczenie. Czasowniki są nazwami czynności, jakie wykonują w danym czasie istoty żywe, narzędzia lub maszyny, oraz nazwami stanów, w jakich te istoty albo przedmioty się znajdują. 
Nie w każdym języku da się wyróżnić jasną klasę czasowników, a klasy czasowników w poszczególnych językach świata wykazują różne cechy; na przykład w języku japońskim przymiotniki dają się definiować jako podklasa czasowników, a w języku malajskim/indonezyjskim przymiotniki pełnią funkcję czasowników nieprzechodnich. 
Dla czasownika typowe są kategorie gramatyczne osoby, czasu i trybu, przy czym nie mają one charakteru uniwersalnego. Fleksja osobowa nie występuje chociażby w niektórych językach kaukaskich, indonezyjskich (austronezyjskich) czy też w języku joruba (nigero-kongijski). Gramatycznej kategorii czasu (odmiany przez czasy) pozbawione są czasowniki w niektórych językach austronezyjskich, w języku chińskim czy też w części języków Ameryki Północnej (np. yurok).  

## Podział czasowników
Podstawowy podział czasowników:
- czynnościowe (np. pisać, rysować, kreślić)
- stanowe (np. spać, blednąć; przedstawiające sytuacje statyczne, niekontrolowane)[2][9]
- posiłkowe.

Podział na podstawie kryteriów semantycznych:
- przebieg akcji w czasie: czasowniki opisujące sytuacje statyczne – czasowniki opisujące sytuacje dynamiczne (np. chorować, mieszkać – tańczyć, zamieszkać)
- charakter stanu końcowego: czasowniki wskazujące na pewien stan końcowy, rezultat nieprzerwanego przebiegu akcji – brak wyróżnionego stanu końcowego (np. zamieszkać, pęknąć – drżeć, bić, machać)
- sposób osiągnięcia stanu końcowego: stan końcowy jest skutkiem rozciągłego w czasie procesu zmian – stan końcowy jest wynikiem nagłej zmiany stanu (np. rysować, plewić – pęknąć, wybuchnąć)
- kontrola nad przebiegiem akcji: akcja to zamierzone działanie subiektu – akcja niezależna od woli subiektu (np. zamieszkać, psuć, machać – pęknąć, psuć się, cierpieć).

## Czasownik w języku polskim

### Odmiana
W języku polskim czasownik odmienia się przez:
- liczby i osoby:
  - liczba pojedyncza – 1. osoba (ja), 2. osoba (ty), 3. osoba (on, ona, ono)
  - liczba mnoga – 1. osoba (my), 2. osoba (wy), 3. osoba (oni, one)
- czasy:
  - przeszły
  - teraźniejszy
  - przyszły
- rodzaje:
  - w liczbie pojedynczej:
    - rodzaj męski
    - rodzaj żeński
    - rodzaj nijaki

  - w liczbie mnogiej:
    - r. męskoosobowy
    - r. niemęskoosobowy (połączenie r. żeńskiego i nijakiego w l. mnogiej)
- tryby:
  - tryb oznajmujący
  - tryb rozkazujący
  - tryb przypuszczający
- strony:
  - strona czynna
  - strona bierna
  - strona zwrotna.

### Nieosobowe formy
W języku polskim czasowniki tworzą formy nieosobowe, w których nie można określić osoby (podmiotu):
- bezokolicznik – np. jeść, wlec
- nieosobowa forma czasownika zakończona na -no, -to – np. jedzono, umyto
- nieosobowa forma czasu teraźniejszego typu: mówi się, robi się – np. W szkole mówi się o egzaminach
- imiesłowy.

### Aspekt
Aspekt w języku polskim sygnalizuje, czy czynność została wykonana, czy się ją nadal wykonuje. W czasie przyszłym zawiera informację, czy podmiot będzie miał zamiar ją skończyć, czy tylko zacząć.
Wyróżnia się czasowniki w formie aspektowej:
- niedokonanej – informują, że czynność (stan) trwa, trwała lub będzie trwała i nie została, ani nie zostanie zakończona, np. robiłem, robię, będę robiła; odkurzałem, odkurzam, będę odkurzać
- dokonanej – informują, że czynność została lub zostanie zakończona, np. zrobiłem, zrobię; odkurzyłem, odkurzę.

### Imiesłowy
- imiesłów przymiotnikowy czynny
- imiesłów przymiotnikowy bierny
- imiesłów przysłówkowy współczesny
- imiesłów przysłówkowy uprzedni

## Iteratywność
W systemach gramatycznych niektórych języków (w tym m.in. języka polskiego) wyróżnia się ponadto czasowniki jednokrotne, np. chodzić, czytać, spać, oraz wielokrotne (tzw. iterativa), np. chadzać, czytywać, sypiać.

## Imiesłowy
W wielu językach indoeuropejskich niektóre formy czasowników (imiesłów, rzeczownik odczasownikowy) przybierają pewne cechy uznawane za typowe dla innych części mowy. Dla przykładu polskie formy imiesłowu przymiotnikowego czynnego (mieszkający, czytający itp.) uważane są za formy czasownikowe, jednak odmieniają się przez przypadki jak przymiotniki (mieszkającego, czytającemu itp.). Podobnie formy imiesłowu przymiotnikowego biernego (zbudowany, robiony itp.) mają cechy przymiotników i także odmieniają się przez przypadki. Analogiczna sytuacja występuje także w innych językach, na przykład angielskie building (budowla, budujący), niemieckie Essen (jedzenie) i essen (jeść).